# Naoussa (Paros)
Naoussa è un villaggio dell'isola di Paros nell'arcipelago delle Cicladi in Grecia. La sua popolazione non raggiunge i 3.000 abitanti.

## Storia
Durante gli anni 1770 - 1775 vi si trovava una base navale russa.

## Geografia fisica

### Clima
Il clima mostra temperatura mite d'estate mentre in inverno sono poco frequenti le nevicate.